# 新兴县 (越南)
新兴县是越南隆安省下辖的一个县。

## 地理
新兴县西北接柬埔寨，东北接永兴县，东南接新盛县和沐化县，西南接同塔省新雄县、三农县和塔梅县。

## 历史
1994年3月24日，永兴县兴田B社析置兴田社，永盛社和兴盛社析置新兴市镇；以永盛社、永利社、永大社、兴田B社、兴盛社、永周A社、永周B社、盛兴社、兴河社、兴田社和新兴市镇1市镇10社析置新兴县。
2003年5月15日，永大社析置永保社。

## 行政区划
新兴县下辖1市镇11社，县莅新兴市镇。
- 新兴市镇（Thị trấn Tân Hưng）
- 兴田社（Xã Hưng Điền）
- 兴田B社（Xã Hưng Điền B）
- 兴河社（Xã Hưng Hà）
- 兴盛社（Xã Hưng Thạnh）
- 盛兴社（Xã Thạnh Hưng）
- 永保社（Xã Vĩnh Bữu）
- 永周A社（Xã Vĩnh Châu A）
- 永周B社（Xã Vĩnh Châu B）
- 永大社（Xã Vĩnh Đại）
- 永利社（Xã Vĩnh Lợi）
- 永盛社（Xã Vĩnh Thạnh）